# Windows-billentyű

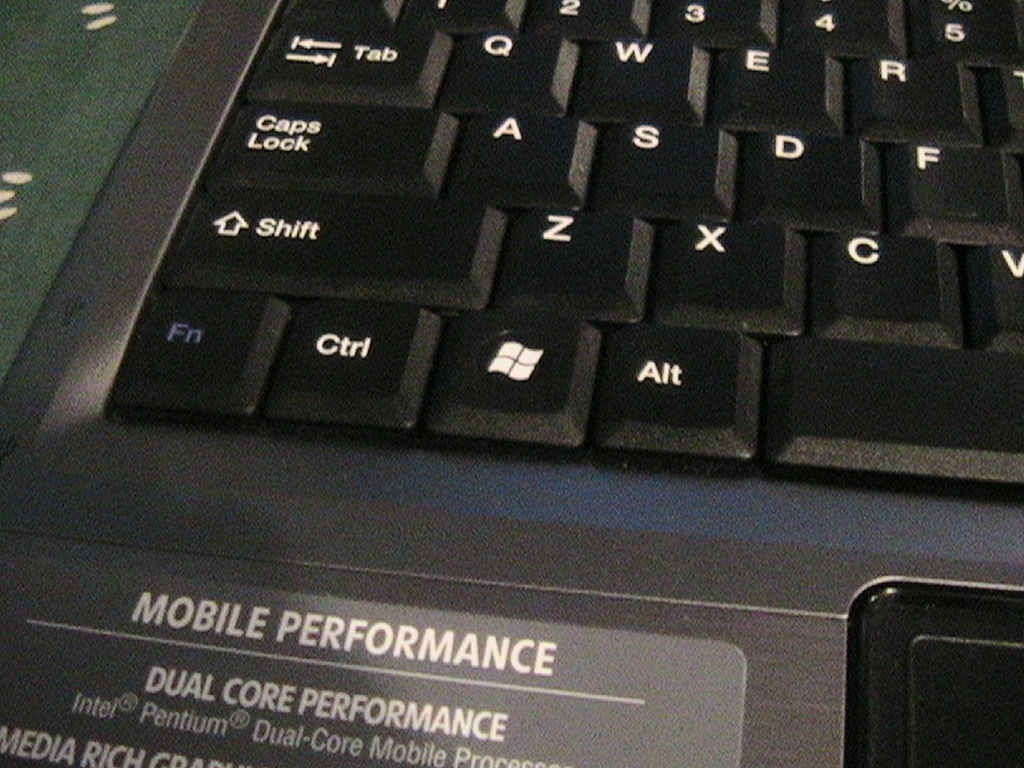
A Windows-billentyű egy laptop billentyűzetén

A Windows-billentyű a 104 és 107 gombos számítógép-billentyűzeteken a Ctrl és az Alt között található, a Microsoft Windows-logót hordozó billentyű. Általában gyorsbillentyűként szolgál, a felhasználói felület leggyakrabban használt funkcióinak elérését könnyíti meg. Eredetileg a Windows 95 operációs rendszerhez hozták létre, de egy megfelelő driver segítségével bármilyen operációs rendszerben használható.
Mivel azok, akik a 101 gombos billentyűzethez vannak szokva, gyakran zavarónak találják a Windows gombot, számos program készült a kikapcsolására.

## Minden Windows rendszerben működő gyorsbillentyűk
- Windows gomb – a Start menü megnyitása
- Windows gomb+R – a futtatási párbeszédablak megnyitása
- Windows gomb+E – az Explorer (Intéző) megnyitása
- Windows gomb+Pause/Break – a rendszertulajdonságok megnyitása
- Windows gomb+F – fájl keresése
- Windows gomb+M – az összes ablak lekicsinyítése
- Windows gomb+Shift+M – kicsinyítés visszaállítása minden ablaknál
- Windows gomb+D – asztal megjelenítése (a gyakorlatban ugyanaz, mint az ablakok lekicsinyítése)

### CsakNTrendszereken
- Windows gomb+F1 – a Windows Súgó megnyitása
- Windows gomb+L – munkaállomás lezárása (tartományba kapcsolt XP / Vista) / kijelentkezés vagy felhasználóváltás (ha nincs tartományba kötve)
- Windows gomb+U – a Segédprogram-kezelő megnyitása
- Windows gomb+SPACE - a Windows oldalsáv előtérbe hozása

### Vistavagy újabb rendszereken
- Windows gomb+TAB
  - Vista/7: „Aero” feladatváltás
  - 8/8.1: Teljes képernyős alkalmazások közötti váltás
  - 10: Feladatnézet